# غلين ليونارد
غلين ليونارد (بالإنجليزية: Glenn Leonard)‏ هو مغني أمريكي، ولد في 11 يونيو 1947.

## وصلات خارجية
- غلين ليونارد على موقع ميوزك برينز (الإنجليزية)